# Ляодун (провинция)

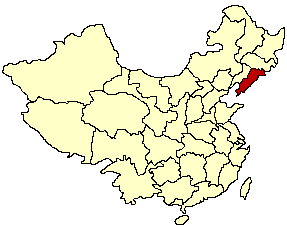
Провинция Ляоси (1949—1954)

Ляоду́н (кит. упр. 辽东) — провинция КНР, существовавшая в 1949—1954 годах. Название провинции означало «к востоку (дун) от реки Ляо».
Провинция Ляодун была образована 21 апреля 1949 года из частей расформированных провинций Аньдун, Ляобэй и Ляонин, столицей новосозданной провинции стал город Аньдун.
19 июня 1954 года провинция Ляодун была слита с провинцией Ляоси в провинцию Ляонин; входившие в её состав города Тунхуа и Ляоюань, а также уезды Дунфэн, Сиань, Хайлун, Тунхуа, Люхэ, Хуэйнань, Цзинъюй, Фусун, Байшань, Линьцзян и Цзиань вошли в состав провинции Гирин (впоследствии на этих территориях были сформированы городские округа Тунхуа, Ляоюань и Байшань).